# Glorianda Cipolla
Glorianda Cipolla (Courmayeur, 2 ottobre 1946) è un'ex sciatrice alpina italiana.

## Biografia

### Carriera sciistica
Sciatrice polivalente, Glorianda Cipolla debuttò in campo internazionale in occasione della Coppa Phoemina 1963 (Abetone, 22-23 febbraio), dove si classificò 31ª nella discesa libera; al Critérium de la première neige 1965 (Val-d'Isère, 15-19 dicembre) si piazzò 3ª nella combinata e nel prosieguo della stagione fu 3ª nello slalom speciale di Sportinia del 30 gennaio 1966 ed esordì ai Campionati mondiali: a Portillo 1966 si classificò 23ª nello slalom gigante, 11ª nello slalom speciale e non completò la discesa libera.
In Coppa del Mondo debuttò nella gara inaugurale del circuito femminile, lo slalom speciale disputato il 7 gennaio 1967 a Oberstaufen (14ª), e ottenne i primi punti tre giorni dopo a Grindelwald nella medesima specialità (6ª); l'anno dopo ai X Giochi olimpici invernali di Grenoble 1968, sua unica presenza olimpica, si piazzò 31ª discesa libera, 23ª nello slalom gigante, 7ª nello slalom speciale e 11ª nella combinata, disputata in sede olimpica ma valida solo ai fini dei Mondiali 1968.
In Coppa del Mondo conquistò il miglior risultato il 4 gennaio 1969 a Oberstaufen in slalom speciale (5ª), ottenne gli ultimi punti il 7 gennaio seguente a Grindelwald nella medesima specialità (9ª) e prese per l'ultima volta il via l'8 febbraio dello stesso anno a Vipiteno ancora in slalom speciale (11ª); la sua ultima gara internazionale fu la discesa libera pre-iridata disputata in Val Gardena il 13 febbraio seguente (23ª) e si congedò dalle competizioni in occasione dei Campionati italiani 1969 (Bardonecchia, 19-24 febbraio), dove vinse la medaglia d'argento nello slalom gigante e quella di bronzo nella combinata.

### Altre attività
Terminata la carriera si dedicò all'arte: nel 2010 fondò l'associazione culturale "Art Mont Blanc" e nel dicembre 2014 divenne capo delegazione del FAI di Aosta.

## Palmarès

### Coppa del Mondo
- Miglior piazzamento in classifica generale: 21ª nel 1967

### Campionati italiani
- 6 medaglie[9]:
  - 1 oro (slalom speciale nel 1966)
  - 4 argenti (slalom gigante nel 1966; discesa libera, slalom gigante nel 1968; slalom gigante nel 1969)
  - 1 bronzo (combinata nel 1969)